# Communauté de communes de la rive gauche du lac d'Annecy
La communauté de communes de la rive gauche du lac d'Annecy (CCRGLA) est une communauté de communes française du département de la Haute-Savoie. Le 1er janvier 2017, elle laisse place au Grand Annecy.

## Composition
La communauté de communes regroupe sept communes.
| Nom                       | Code Insee | Gentilé       | Superficie (km2) | Population (dernière pop. légale) | Densité (hab./km2) |
| ------------------------- | ---------- | ------------- | ---------------- | --------------------------------- | ------------------ |
| Saint-Jorioz (siège)      | 74242      | Saint-Joriens | 21,12            | 5 747 (2014)                      | 272                |
| La Chapelle-Saint-Maurice | 74060      | Chapellains   | 6,48             | 133 (2014)                        | 21                 |
| Duingt                    | 74108      | Dunois        | 4,39             | 904 (2014)                        | 206                |
| Entrevernes               | 74111      | Entrevernains | 8,31             | 223 (2014)                        | 27                 |
| Leschaux                  | 74148      | Leschaliens   | 12,52            | 287 (2014)                        | 23                 |
| Saint-Eustache            | 74232      | Eustachois    | 10,54            | 502 (2014)                        | 48                 |
| Sevrier                   | 74267      | Sevriolains   | 12,65            | 4 163 (2014)                      | 329                |

## Administration
Le siège de la communauté de communes se situe au 225 route de Sales, à Saint-Jorioz.
Depuis avril 2014, la Communauté de communes de la rive gauche du lac d'Annecy possède une nouvelle représentation des communes au sein de son conseil communautaire (26 conseillers) :
- Saint-Jorioz : 9
- Sevrier : 6
- Duingt : 3
- Leschaux : 2
- Entrevernes : 2
- La Chapelle-Saint-Maurice : 2
- Saint-Eustache : 2

| Période                                  | Période    | Identité        | Étiquette     | Qualité                          |
| ---------------------------------------- | ---------- | --------------- | ------------- | -------------------------------- |
| avril 2014                               | En cours   | Michel Beal     | Divers droite | Maire de Saint-Jorioz            |
| juin 2011                                | avril 2014 | Jacques Rey     | SE            | Maire de Sevrier                 |
| mars 2008                                | juin 2011  | André Corboz    |               | Maire d'Entrevernes              |
| 2001                                     | mars 2008  | Christian Denis |               | Adjoint au Maire de Saint-Jorioz |
| Les données manquantes sont à compléter. |            |                 |               |                                  |

## Travaux
De 2001 à 2008 :
- Compétences acquises : Gestion et rénovation du gymnase intercommunal, gestion de la déchèterie.
- Réalisations : Complexe  sportif de trois terrains dont un synthétique pour le football, mis en place de la ligne Rive Bus (janvier 2004), schéma d'aménagement du Pays de Laudon, aire de jeux de Leschaux, mise en œuvre du plan local de gestion des espaces.
- Partenariats avec les communes et autres organisations : Lutte contre les friches de montagne (points d'eau pour les troupeaux, débroussaillages), création de chemins d'accès), financement de l'Office de tourisme intercommunal (janvier 2007), acquisition de la propriété "Les Prés du Lac", prise en location (30 ans) de la propriété "Caillies" et installation des locaux administratifs.

2009 :
- Création d'une Aire de jeux à Duingt

2012 : 
- Ajout d'une nouvelle compétence "actions socioculturelles d’intérêt communautaires", cette nouvelle compétence permet de soutenir le fonctionnement des activités d’enseignement musical de l’association CPML (Centre de Pratique Musicale du Lac).

## Histoire
La CCRGLA a été créée le 31 décembre 1999 en remplacement d'une autre communauté appelée SIVOM et existant depuis les années 1980.
En 1995, le SIVOM prenait la compétence de la collecte des ordures ménagères. En juin 1999, il prend la gestion des locaux de la gendarmerie.
Le 1er janvier 2017 sera la date à laquelle la communauté de communes de la rive gauche du lac d'Annecy fusionne avec la communauté de l'agglomération d'Annecy, communauté de communes du pays d'Alby-sur-Chéran, la communauté de communes du pays de la Fillière et la communauté de communes de la Tournette, pour former le Grand Annecy.

## Pour approfondir